# Station Hegra
Station Hegra is een spoorwegstation in Hegra in de Noorse gemeente Stjørdal. Het station uit 1881 is ontworpen door Peter Andreas Blix. Hegra ligt aan Meråkerbanen, de spoorlijn die Trondheim verbindt met Östersund in Zweden.